# 斯旺西 (南卡罗来纳州)
斯旺西（英文：Swansea），是美国南卡罗来纳州下属的一座城市。城市类型是“Town”。其面积大约为2.09平方英里（5.41平方公里）。根据2010年美国人口普查，该市有人口827人，人口密度约为每平方 英里396.26人（约合每平方公里153人）。